# Chiesa di San Bartolomeo (Maggia)
La chiesa parrocchiale di San Bartolomeo è un edificio religioso che si trova nei pressi dell'abitato di Aurigeno, frazione di Maggia in Canton Ticino.

## Storia
Eretta nel XII secolo, venne successivamente più volte rimaneggiata. Nel 1761 venne ampliata e decorata in stile barocco.

## Descrizione
La chiesa ha una pianta ad unica navata ricoperta da una volta a botte lunettata, mentre poco prima del coro si trova una cupola.